# Oenopota harpularius
Oenopota harpularius är en snäckart som först beskrevs av Couthouy 1838.  Oenopota harpularius ingår i släktet Oenopota och familjen kägelsnäckor. Inga underarter finns listade i Catalogue of Life.